# 백청백기
백청백기(白靑白旗, 러시아어: бело-сине-белый флаг 벨로-시네-벨리 플라크[*], 영어: White-blue-white flag)는 러시아의 우크라이나 침공에 반대하는 시위 참가자들 사이에서 사용된 기이다. 하얀색, 하늘색, 하얀색 가로 줄무늬로 구성되어 있다. 아름다운 미래의 러시아 국기라고 부르기도 한다. 백청백기는 여러 인터넷 계정에서 러시아의 블라디미르 푸틴 정부에 반대하는 상징으로도 사용되었다.

## 색상
| 색상    | 하양        | 하늘        |
| ------- | ----------- | ----------- |
| CMYK    | 0–0–0–0     | 100–39–0–16 |
| RGB     | 255–255–255 | 0–131–214   |
| 웹 색상 | #FFFFFF     | #0083D6     |

## 등장과 상징
러시아의 우크라이나 침공이 시작된 2022년 2월 24일 이후에 여러 네티즌들이 백청백기에 대한 아이디어를 만들었다. 독일 베를린에서 활동하던 사용자 경험 디자이너인 카이 카토니나(Kai Katonina), 아세즈죈(AssezJeune)이라는 별명 또는 물고기 소리(Звуки Рыб, Zvuki Ryb)라는 가명으로 알려진 러시아 출신의 미술 관리자가 백청백기의 디자인을 제안했다. 백청백기는 2022년 2월 28일에 소셜 네트워크 서비스에서 처음 사용되었으며 재외 러시아인 공동체가 주최한 다양한 반전 시위에서 등장했다.
활동가들에 따르면 백청백기는 평화와 자유의 상징이라고 한다. 또한 백청백기를 여러 가지 언어로 설명하는 공식 사이트도 존재한다. 백청백기는 특정 단체를 대표하는 것과 어떠한 관련이 없으며 몇몇 반전 단체들은 반전 정서와 단결을 위한 보다 넓은 상징으로 지지했다. 러시아의 국기에 있던 빨간색 가로 줄무늬는 하얀색으로 바뀌었으며 파란색 가로 줄무늬는 하늘색으로 바뀌었다. 하얀색-하늘색-하얀색 가로 줄무늬는 러시아의 역사에서 민주주의 체제를 갖고 있던 노브고로드 공화국의 수도인 벨리키노브고로드의 기에서 유래된 디자인이다. 또한 2020년~2021년 벨라루스 시위에서 벨라루스의 반정부 시위대가 사용한 벨라루스의 옛 국기인 백적백기와 비슷하다. 백청백기의 하늘색 가로 줄무늬는 보리스 옐친 시대였던 1991년부터 1993년까지 사용된 러시아의 국기와 비슷하다.
러시아의 국기에 있는 빨간색 가로 줄무늬를 하얀색으로 바꾼 이유 가운데 하나는 "피와 폭력"과의 연관성을 제거하는 것이라고 한다. 백청백기를 만든 사람 가운데 한 명인 아세즈죈은 "현대 러시아의 국기에 있는 빨간색은 피뿐만 아니라 군사력 및 권위주의적인 힘과 관련이 있습니다. 따라서 이것은 단순히 피를 제거하는 것이 아니라 중요하게는 군국주의와 폭력 숭배를 제거하는 것입니다. 하양-파랑-빨강 삼색기는 러시아 제국이 도입한 역사적인 권위주의의 기입니다. 또한 러시아의 제국주의 핵심을 가진 군국주의와 관련이 있습니다."라고 밝혔다.

## 사용
백청백기는 조지아 트빌리시, 독일 베를린, 불가리아 소피아, 스위스 베른, 키프로스 리마솔, 체코 프라하, 네덜란드 헤이그, 라트비아 리가, 대한민국 서울 등에서 재외 러시아인 공동체가 주최한 러시아의 우크라이나 침공 반대 집회에 등장했다.
2022년 3월 31일에는 바실리 피스카료프 러시아 국가두마 대외간섭대응위원회 위원장이 러시아 연방검찰청에 백청백기가 러시아와 외국에서 러시아가 우크라이나에서 벌이고 있는 "특수 군사 작전"에 반대하는 상징으로 사용되고 있다며 극단주의의 상징으로 분류하고 사용을 금지해 줄 것을 요청했다. 백청백기는 2022년 러시아의 우크라이나 침공 과정에서 우크라이나 측에 투항한 러시아 연방군 병사들로 구성된 러시아의 자유 군단의 군복에 부착되었다.

## 사진

1994년부터 2006년까지 사용된 벨리키노브고로드의 기
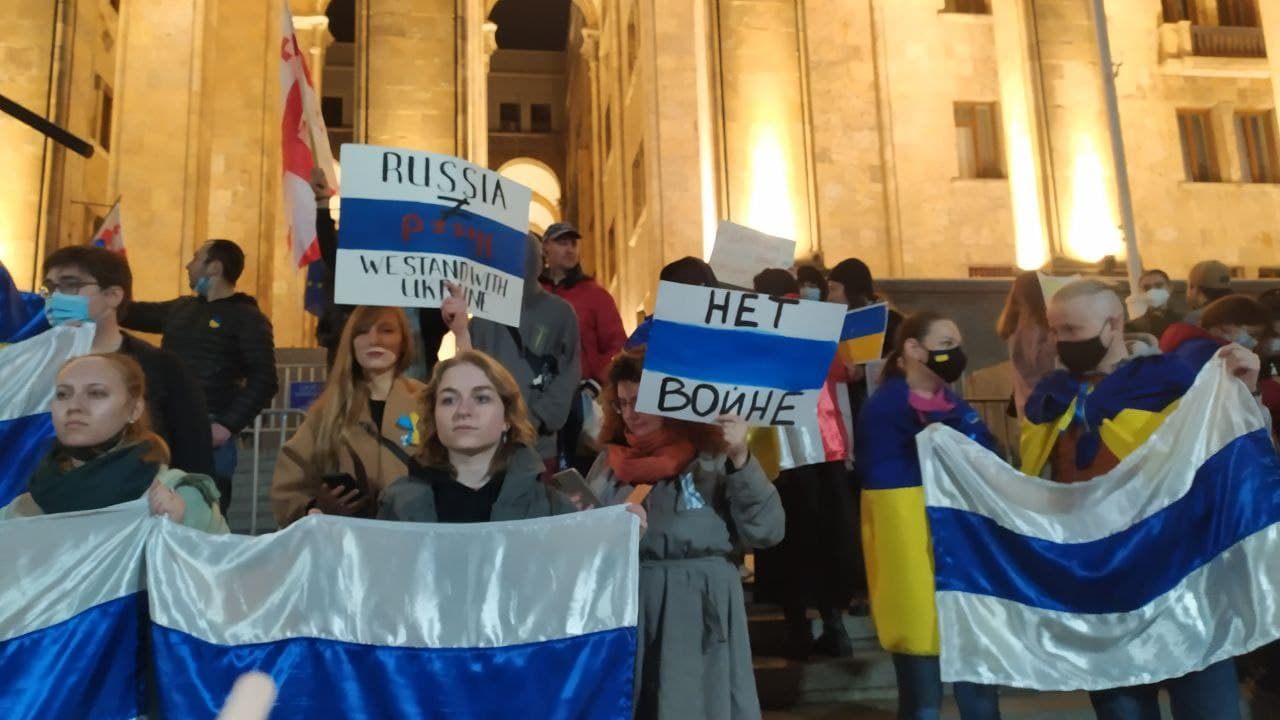
2022년 3월 2일에 조지아 트빌리시에 등장한 백청백기
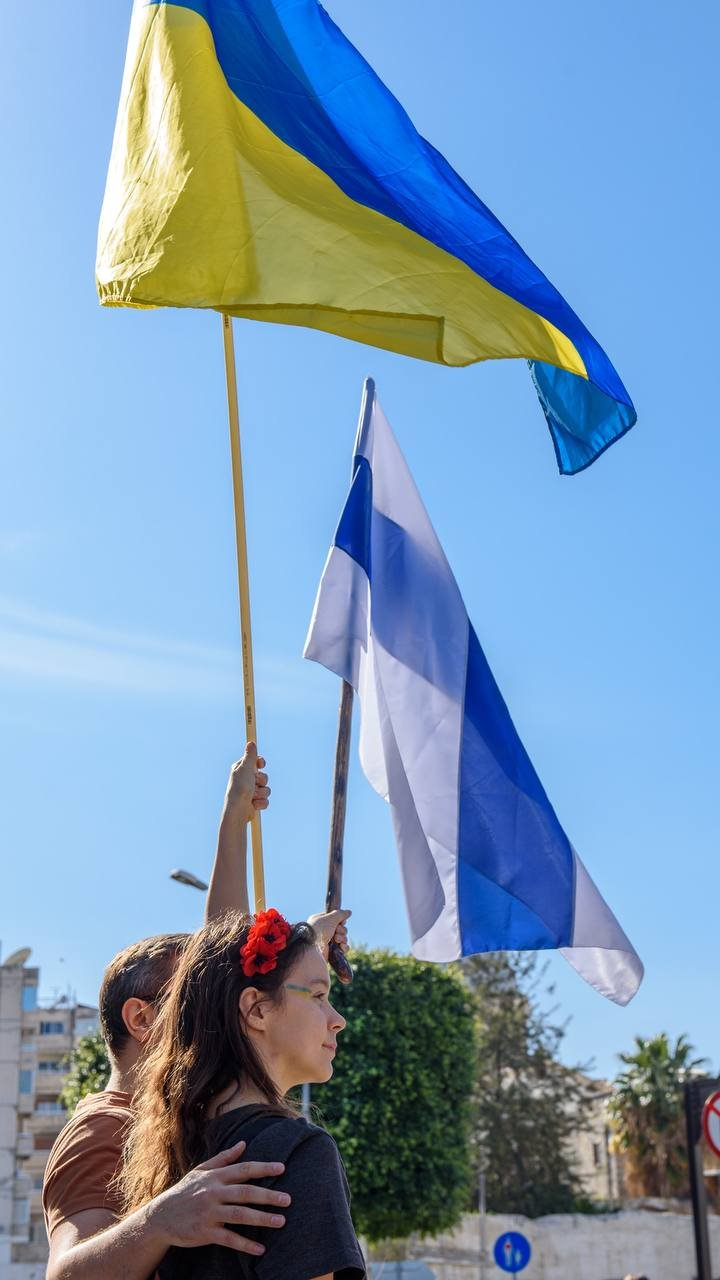
2022년 3월 5일에 키프로스 리마솔에 등장한 백청백기